# Cyprien Ayer
Nicolas-Louis-Cyprien Ayer (* 12. März 1825 in Sorens; † 8. September 1884 in Neuchâtel) war ein Schweizer Geograph, Romanist und Grammatiker.

## Leben und Werk
Ayer war zuerst Hauslehrer in Krakau, dann Französischlehrer in Zürich sowie an der Kantonsschule in Fribourg, schließlich in Neuchâtel Journalist, ab 1858 Stadtrat, ab 1861 Lehrer an der Industrieschule, ab 1866 an der Neuenburger Akademie (später Universität Neuenburg) Professor für Politische Ökonomie, Geographie und Grammatik, sowie ab 1878 Rektor.

## Werke
- Grammaire française. Lexicologie et lexicographie. Ouvrage spécialement destiné à servir de base à l’enseignement scientifique de la langue maternelle dans les collèges, gymnases, écoles moyennes et autres établissements d’instruction publique. Lausanne/Fribourg 1851 (194 Seiten).
- Manuel de géographie statistique. Genf 1861.
- Les Nationalités et les états de l’Europe en 1861. Neuchâtel 1861.
- Cours gradué de langue française à l’usage des écoles primaires. 1ère partie. La proposition simple. 2 Bände. Neuchâtel 1870.
- Phonologie de la langue française. Paris 1875.
- Grammaire comparée de la langue française. Genf 1876 (423 Seiten), Paris 1882, Genf/Basel/Lyon 1885, 1890 (709 Seiten, mit Kurzbiographie).
- Grammaire usuelle de la langue française. Ouvrage spécialement destiné à l’enseignement secondaire. Basel 1878, Neuchâtel 1883.
- Introduction à l’étude des dialectes du Pays romand. Neuchâtel 1878 (37 Seiten).
- Grammaire élémentaire de la langue française. Paris 1880.